# زمستان گرم
زمستان گرم یک مجموعه تلویزیونی ایرانی به کارگردانی رسول صانعی است.

## خلاصه داستان
مهندس جوانی که در کودکی مادرش را از دست داده تصورش این است که توسلات دینی و خانواده اش در شفای مادرش نقشی نداشته، تعلقات دینی و مذهبی اش رنگ می‌بازد اما با اتفاقاتی که برای او و همسرش می‌افتد، توسل دوباره به حسین‌ابن‌علی اعتقاد پیدا می‌کند و…